# Ryuta Hara
Ryuta Hara (født 19. april 1981) er en tidligere japansk fodboldspiller.
Han har spillet for flere forskellige klubber i sin karriere, herunder Nagoya Grampus Eight og Shonan Bellmare.